# 熊德邵
熊德邵（1912年—），男，江苏阜宁人，中国饲料生产专家，曾任中国农业科学院畜牧研究所研究员，中国草学会饲料生产专业委员会理事长。